# Bokkenpoot (mast)

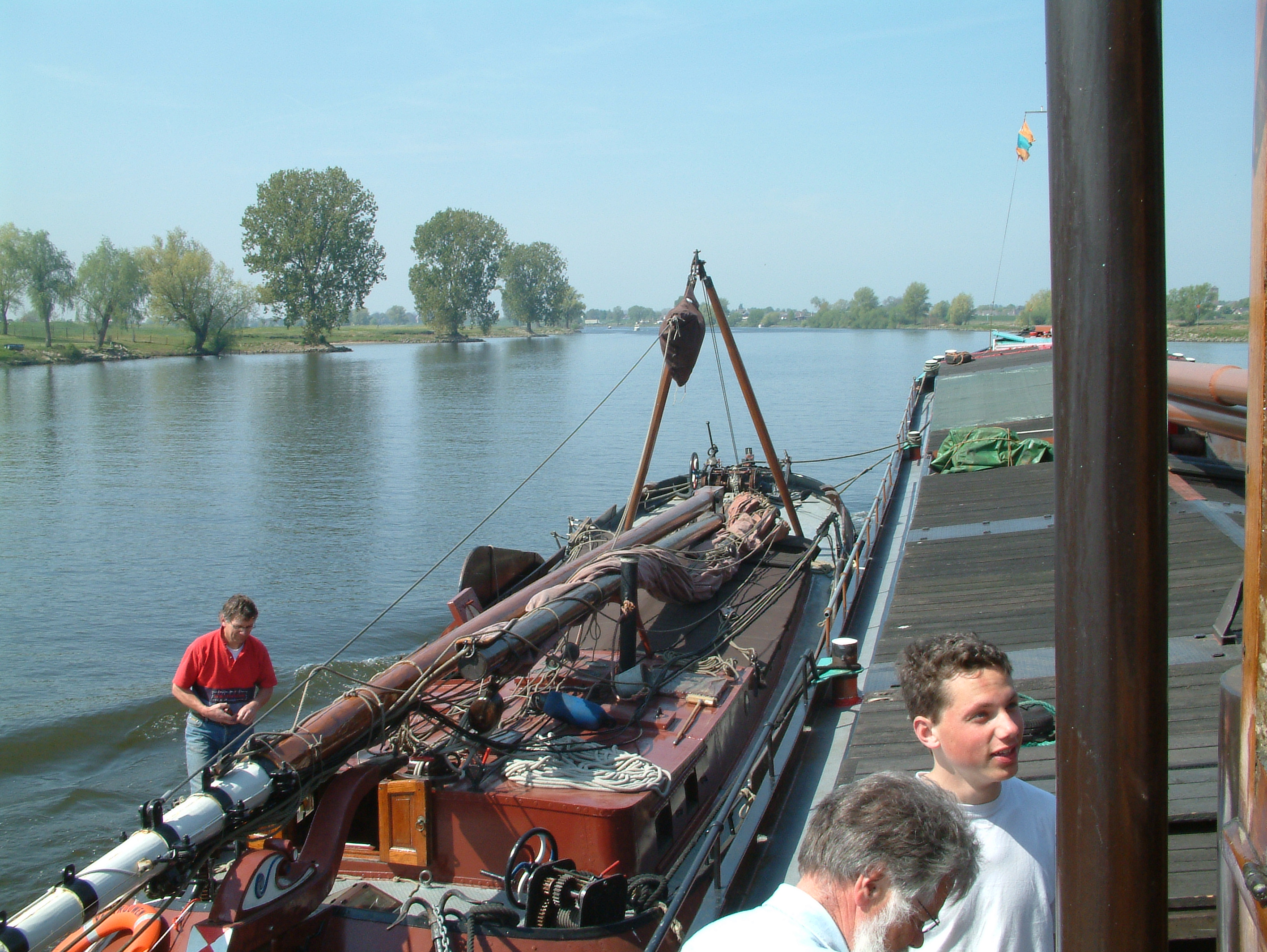
Bokkenpoot voor het opzetten en strijken van de mast

Een bokkenpoot is een op het dek scharnierende constructie van twee rondhouten of pijpen om de mast van een zeilschip te kunnen opzetten en strijken.
Bij historische binnenschepen blijft de bokkenpoot meestal gemonteerd, omdat van oudsher de mast vaak voor bruggen moest worden gestreken. Bij jachten  blijft de bokkenpoot meestal niet aan boord, omdat de meeste zeiljachten binnen hun eigen vaargebied blijven. 